# Jeff Colyer
Jeffrey William Colyer, detto Jeff (Hays, 3 giugno 1960), è un politico e chirurgo statunitense, governatore del Kansas dal 2018 al 2019.

## Biografia
Colyer nasce ad Hays, nel Kansas. Dopo essersi diplomato alla Thomas More Prep High School della sua città, frequenta la Georgetown University, dove, nel 1981, si laurea in economia. Dopo aver conseguito un master in relazioni internazionali presso la Clare Hall, ha conseguito il dottorato in medicina presso l'Università del Kansas. Inoltre ha frequentato dei corsi di specializzazione in chirurgia generale, dapprima a Washington, poi a Kansas City e Dallas nell'arco di otto anni.
Dopo essere entrato in politica, nel 2002 si candida per il Partito Repubblicano alla Camera dei Rappresentanti per il 3º distretto del Kansas, ma senza successo. Nel 2006 si ricandida alla Camera per il 48º distretto del Kansas e vince con il 62% dei voti. Nel 2008 viene eletto al Senato per il 37º distretto con il 63% dei voti.
Nel 2010 viene scelto da Sam Brownback come candidato vicegovernatore del Kansas per le elezioni governatoriali di quell'anno. Alle elezioni del 2 novembre, viene confermato, insieme a Brownback nelle vesti di governatore, come vicegovernatore, entrando in carica il 10 gennaio successivo. Nel 2014 entrambi vengono riconfermati nei loro rispettivi ruoli.
Il 31 gennaio 2018 assunse il ruolo di governatore dopo che Brownback si dimise dalla carica una volta nominato dal presidente Donald Trump ambasciatore per la libertà religiosa internazionale.
Nello stesso anno si candida alle primarie repubblicane in vista delle elezioni governatoriali per ottenere la riconferma da governatore ma viene sconfitto dallo sfidante Kris Kobach, a sua volta poi sconfitto alle elezioni dalla sfidante democratica Laura Kelly.